# Anne-Lise Løvstrøm
Anne-Lise Karen Løvstrøm (* 3. März 1960 in Uummannaq) ist eine grönländische Künstlerin und Lehrerin.

## Leben
Anne-Lise Løvstrøm ist die Tochter des Zimmermanns Thomas Daniel Angîna Kingutikak Løvstrøm und seiner Frau Andrea Louise Kathrine Maren Fleischer. Sie heiratete am 29. Juni 1985 den dänischen Lehrer Lars Kehlet Hansen (* 1954), Sohn des Schulinspektors Mogens Hansen (1920–1988) und der Krankenschwester Lilli Kehlet Sejersen (* 1932).
Anne-Lise Løvstrøm besuchte die Realschule in Aasiaat. 1986 schloss sie die Lehrerausbildung an Grønlands Seminarium in Nuuk ab. Sie genoss keine künstlerische Ausbildung und ist Autodidaktin. Sie stellte erstmals 1979 Kunst aus und ihre Werke wurden bis heute in Grönland, Dänemark und Schweden gezeigt. Der dänische Künstler Asger Jorn wurde Anfang der 1980er Jahre ihr Vorbild. 1985 erhielt sie Malene Lunds mindelegat. In ihren Werken behandelt sie vor allem grönländische Masken und die Tierwelt. Ihre Kunst ist abstrahiert, zeigt aber noch deutlich die Natur als ihre Inspiration. Sie schafft Grafiken, Aquarelle, Ölmalereien, Specksteinfiguren, Skulpturen, Collagen, Pastellmalereien und Illustrationen.

## Werke (Auswahl)
- Trækfugle (Linoleummosaik, 1984)
- Dekoration für Grønlands Landsret und das Kreisgericht von Nuuk (1986–88)
- De fire årstider I, II, III, IV (1987)
- Dekoration für die Kantine im Regierungsgebäude (1989)
- Dekoration für den Sitzungssaal der Gemeinde Uummannaq (1991/92)
- Sneharer (1992)
- Dekoration für die Kantine der Grønlandsbanken (1992)